# Masa corporal magra
La masa corporal magra (LBM, del inglés Lean Body Mass), a veces combinada con la masa libre de grasa, es un componente de la composición corporal. La masa corporal magra se refiere a la masa del cuerpo libre de tejido adiposo, por lo tanto, es la suma del peso de los huesos, la piel, los músculos y los órganos, excepto la grasa. Si el peso se mantiene estable, entonces la masa corporal magra disminuirá en proporción directa al aumento de la grasa. El cálculo de la masa corporal magra ayuda a comprender la cantidad de músculo perdido o ganado durante un período.
La masa libre de grasa (FFM, del inglés Fat Free Mass) se calcula restando el peso de la grasa corporal del peso corporal total: el peso corporal total es magro más grasa. En ecuaciones:
LBM = BW − BF
La masa corporal magra es igual al peso corporal menos la grasa corporal
LBM + BF = BW
La masa corporal magra más la grasa corporal es igual al peso corporal
La LBM difiere de FFM en que las membranas celulares están incluidas en LBM, aunque esto es solo una pequeña diferencia porcentual en la masa corporal (hasta 3% en hombres y 5% en mujeres)
Por lo general, no se indica el porcentaje de masa corporal total que es magra; por lo general, sería del 60 al 90 %. En su lugar, se calcula el porcentaje de grasa corporal, que es el complemento, y suele ser del 10 al 40 %. La masa corporal magra (LBM) ha sido descrita como un índice superior al peso corporal total para la prescripción de niveles adecuados de medicamentos y para la evaluación de trastornos metabólicos, ya que la grasa corporal es menos relevante para el metabolismo. Los anestesiólogos utilizan la LBM para dosificar ciertos medicamentos. Por ejemplo, debido a la preocupación de la depresión ventilatoria postoperatoria inducida por opioides en un paciente obeso, los opioides se basan mejor en el peso corporal magro. La dosis de inducción de propofol también debe basarse en la LBM.

## Estimación
La LBM generalmente se estima usando fórmulas matemáticas. Existen varias fórmulas, que tienen diferente utilidad para diferentes propósitos. Por ejemplo, la fórmula de Boer es el método de elección para la estimación de la LBM para calcular la dosis administrada en TC de contraste en individuos obesos con un IMC entre 35 y 40.
Se puede utilizar un nomograma basado en la altura, el peso y la circunferencia del brazo.

### Boer
La fórmula de Boer es:
- Para hombres: LBM = (0.407 × W) + (0.267 × H) − 19.2
- Para mujeres: LBM = (0.252 × W) + (0.473 × H) − 48.3

donde W es el peso corporal en kilogramos y H es la altura del cuerpo en centímetros.

### Hume
Se puede utilizar la siguiente fórmula de Hume:
- Para hombres: LBM = (0.32810 × W) + (0.33929 × H) − 29.5336
- Para mujeres: LBM = (0.29569 × W) + (0.41813 × H) − 43.2933

donde W es el peso corporal en kilogramos y H es la altura del cuerpo en centímetros.

## Medida real
En lugar de una estimación matemática, el valor real de LBM se puede calcular utilizando varias tecnologías, como la absorciometría de rayos X de energía dual (DEXA) o el análisis de la impedancia bioeléctrica.